# Oberführer

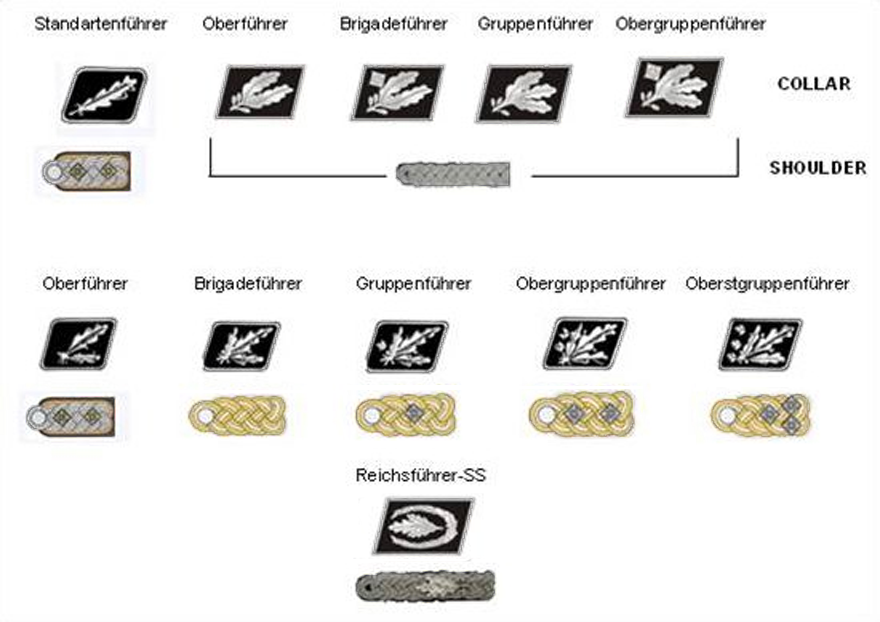
Insignes de grade (pattes de collet et pattes d’épaule) des uniformes des officiers de la SS, ayant au moins une feuille de chêne aux pattes de collet (ce sont des officiers généraux sauf pour les cas des Standartenführer et Oberführer) :
- de 1933 à avril 1942 (1re rangée, en haut) ;
- après avril 1942 (2e rangée, au milieu).
Les insignes du Reichsführer-SS (rangée du bas) sont restés inchangés de 1934 à 1945. Le grade d’Oberst-Gruppenführer n'est apparu qu'en 1942 (il ne figure donc pas dans la rangée du haut).

Oberführer est un grade utilisé dans la SS.
Au sein de la SS, c’est à l’origine un titre honorifique et une reconnaissance de l'importance politique de son titulaire, comme pour Emil Maurice.
Ensuite, à partir de 1932 dans la SS politique ou policière[pas clair], puis à partir de 1938-1939 au sein de la Waffen-SS, il traduit une réelle fonction de commandement d’unités de combat. Ce grade est ainsi le plus haut grade d’officier supérieur : il se situe ainsi, dans le sens hiérarchique ascendant, entre le grade de Standartenführer (équivalent de colonel, notamment dans l'armée française) et celui de Brigadeführer (premier grade d’officier général, équivalent de brigadier général, ou de général de brigade dans le cas de l'armée française).

## Contexte historique
Le grade d’Oberführer était à l'origine un grade du parti nazi : il a pour la première fois été utilisé en 1921. Il servait à identifier des membres du parti chargés de superviser des unités paramilitaires dans une zone géographique donnée. De 1921 à 1925, il s'est d’abord agi d’un titre dans la SA, mais il est devenu à proprement parler un grade de la SA à partir de 1926.
Oberführer a commencé à être utilisé en tant que grade de la SS à partir de 1925, mais d’abord sous le nom de Gauführer (en), désignant ainsi un responsable de zone territoriale (dénommée Gau). Il a ensuite été renommé Oberführer en 1928 pour désigner l'un des trois commandants d’une zone appelée SS-Oberführerbereich. En 1930, une réorganisation de la SS en SS-Gruppen et SS-Brigaden a placé le grade d’Oberführer en dessous de celui de Brigadeführer. En 1932, Oberführer est devenu un grade parfaitement établi dans la hiérarchie redéfinie de la SA, de la SS et du NSKK,.
Un Oberführer portait deux feuilles de chêne sur ses pattes de collet ; et à l'origine (ce jusqu'en 1942), ses pattes d’épaules étaient celles d’un officier général de la SA ou de la SS. En 1938, le statut de SS-Oberführer a commencé à changer au moment où se formait la SS-Verfügungstruppe, troupe à vocation militaire nettement plus affirmée qui allait peu après être renommée Waffen-SS. Comme le grade de Brigadeführer a alors été estimé équivalent à celui d’un Generalmajor de la Wehrmacht dans l'armée de terre (la Heer) et l'armée de l'air (la Luftwaffe), et que le grade de Standartenführer a de même été estimé équivalent à celui d’un Oberst, le grade d’Oberführer s'est en conséquence retrouvé sans correspondant (sauf dans la marine du Reich — la Kriegsmarine — où le grade équivalent était celui de Kommodore) et il a ainsi été considéré comme un colonel « senior ». Cette distinction a ensuite persisté dans les cercles d’historiens pour la plupart des textes se référant à un Oberführer comme étant un colonel « senior »,. Néanmoins, certains historiens ont déclaré que ce grade serait l'équivalent d’un brigadier de la British Army, position qui pose ensuite problème pour les correspondances de grades des officiers généraux ; c'est pourquoi cette seconde position, la moins fréquente, n'est pas adoptée ici où l'on considère donc le rang d’Oberführer comme le rang le plus élevé des officiers supérieurs (et non le rang le plus faible parmi les officiers généraux).
Dans l'ordre hiérarchique descendant, pour les grades comportant une ou plusieurs feuilles de chêne au collet (les grades d’Oberführer et Standartenführer ne sont pas des grades d’officiers généraux, mais d’officiers supérieurs), on a le tableau suivant :
| Ordre hiérarchique descendant                         | Insignes de col (1942-1945) | Grade dans la SS        | Suffixe pour la police          | Suffixe pour la Waffen-SS         | Équivalent dans les armées de terre ou de l’air | Équivalent dans la marine |
| Officiers généraux                                    | Officiers généraux          | Officiers généraux      | Officiers généraux              | Officiers généraux                | Officiers généraux                              | Officiers généraux        |
| ----------------------------------------------------- | --------------------------- | ----------------------- | ------------------------------- | --------------------------------- | ----------------------------------------------- | ------------------------- |
| N/A                                                   | N/A                         | Pas d’équivalent        | N/A                             | N/A                               | Reichsmarschall                                 | Pas d’équivalent          |
| 1                                                     |                             | Reichsführer-SS         | und Chef der deutschen Polizei  | N/A                               | Generalfeldmarschall                            | Großadmiral               |
| 2                                                     |                             | SS-Oberst-Gruppenführer | und Generaloberst der Polizei   | und Generaloberst der Waffen-SS   | Generaloberst                                   | Generaladmiral            |
| 3                                                     |                             | SS-Obergruppenführer    | und General der Polizei         | und General der Waffen-SS         | General                                         | Admiral                   |
| 4                                                     |                             | SS-Gruppenführer        | und Generalleutnant der Polizei | und Generalleutnant der Waffen-SS | Generalleutnant                                 | Vizeadmiral               |
| 5                                                     |                             | SS-Brigadeführer        | und Generalmajor der Polizei    | und Generalmajor der Waffen-SS    | Generalmajor                                    | Konteradmiral             |
| Officiers supérieurs avec feuilles de chêne au collet |                             |                         |                                 |                                   |                                                 |                           |
| 6                                                     |                             | SS-Oberführer           | Néant                           | Néant                             | Pas d’équivalent                                | Kommodore                 |
| 7                                                     |                             | SS-Standartenführer     | und Oberst der Polizei          | Néant                             | Oberst                                          | Kapitän zur See           |

## Insignes de grade

Pattes de collets
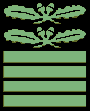
Camouflage

## Équivalents
- Wehrmacht : pas d’équivalent car, en correspondance, il s'agit d’un grade intermédiaire entre celui de Oberst et celui de Generalmajor.
- Armée française : pas d’équivalent car, en correspondance, il s'agit d’un grade intermédiaire entre celui de colonel et celui de général de brigade. Il y a toutefois eu une équivalence sous la Troisième République sous l'appellation de « brigadier des armées ».
- British Army (armée de terre britannique) : selon certains historiens, le grade qui correspondrait à celui d’Oberführer serait « brigadier », plus haut grade des officiers supérieurs de cette armée de terre[6],[g].